# 右旗五
右旗五（天鷹座ι，Iota Aquilae），拜耳命名法依據拉丁文的ι Aquilae命名這顆在天球赤道星座，天鷹座的恆星為天鷹座ι，佛氏命名法則為天鷹座41。它的傳統名稱是與天弁七（天鷹座λ）共用的Al Thalimain。這源自阿拉伯文的الظليمان ath-thalīmain ，意思是"兩隻鴕鳥"，它的視星等為4.364，明亮到可以用裸眼直接看見。依據年周視差 8.34 ± 0.79 mas，它與地球的距離大約是390光年（120秒差距）。在這個距離上，星際氣體和塵埃造成的消光估計是0.15星等。

## 名稱
在中文，右旗，意思是牛宿右邊的旗幟。右旗原本由天鷹座μ、天鷹座σ、天鷹座δ、天鷹座ν、天鷹座ι、HD 184701、天鷹座42、天鷹座κ、天鷹座56共九星組成。天鷹座ι為右旗五，是星官右旗的第五顆星。

## 性質
雖然右旗五在恆星目錄上被列為巨星，但經過尺度的計算顯示，它實際上是顆主序星。它的質量大約是太陽的五倍，半徑約是太陽的五至六倍。它是顆藍白色調的B型恆星，從表面有效溫度14,552K的外大氣層輻射的光度是太陽的851倍。這顆恆星的投影轉速是每秒55公里，儘管他的年齡大約只有一億歲，但它已經渡過主序帶上生命期的91% 。